# Comuna Varvarivka, Kreminna
Varvarivka (în ucraineană Варварівка) este o comună în raionul Kreminna, regiunea Luhansk, Ucraina, formată din satele Krutenke, Varvarivka (reședința) și Zatîșne.

## Demografie
Componența lingvistică a comunei Varvarivka
     Ucraineană (77,72%)
     Rusă (21,56%)
     Alte limbi (0,3%)
Conform recensământului din 2001, majoritatea populației comunei Varvarivka era vorbitoare de ucraineană (77,72%), existând în minoritate și vorbitori de rusă (21,56%).